# Mißbrauch von Notrufen und Beeinträchtigung von Unfallverhütungs- und Nothilfemitteln

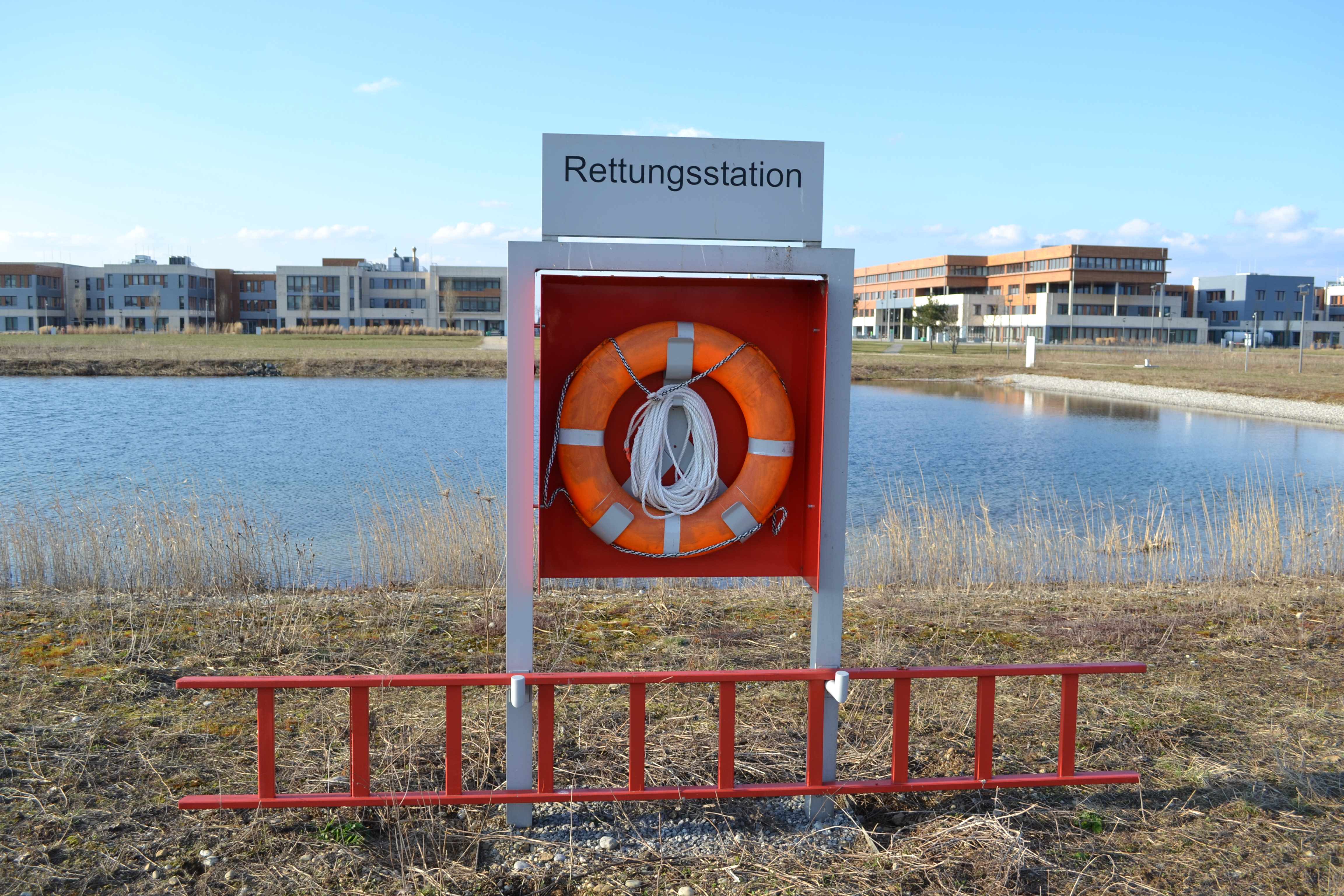
Rettungsgerät an einem See

Der Missbrauch von Notrufen und Beeinträchtigung von Unfallverhütungs- und Nothilfemitteln ist in Deutschland gemäß § 145 StGB strafbar. Die veraltete Schreibweise Mißbrauch findet sich noch im Gesetzestext.
Das geschützte Rechtsgut ist das ungestörte und verlässliche Funktionieren des Notrufs und der Notzeichen sowie der gegenseitigen Hilfsbereitschaft. 
Notrufe und Notzeichen im Sinne des § 145 Abs. 1 Nr. 1 StGB sind alle akustischen, optischen oder sonstige Kurzäußerungen, mit denen eine bestehende Notlage oder eine erhebliche Gefahr angezeigt wird. So kommt das Signal einer Sirene, Flaggensignale, SOS-Ruf über Funk oder eine Feuerglocke in Betracht. Keine Rolle spielt es, ob sie vom Signalgeber erdacht sind oder auf einer behördlichen Grundlage beruhen. Unter den Notruf fällt auch das Anrufen der polizeilichen Rufnummer 110. Es spielt dabei keine Rolle, ob der Täter eine eigene Notlage oder die eines anderen anzeigt. Von einem Missbrauch ist auszugehen, wenn die Notlage nicht besteht und der Täter das weiß oder wenn der Täter nicht berechtigt ist, das Signal zu verwenden. Der absichtliche Missbrauch eines Notrufs, um anderen einen Streich zu spielen oder sie zu schädigen, in dem fälschlich angegeben wird, die betreffende Person befinde sich in einer Notlage mit dem Ziel, Einsatzkräfte zu ihr zu schicken, wird als Swatting bezeichnet.
Nach § 145 Abs. 1 Nr. 2 StGB ist es verboten, einen Unglücksfall, eine gemeine Gefahr oder eine Not vorzutäuschen, die Hilfe anderer erforderlich macht. Hier werden die Tathandlungen erfasst, bei denen kein Notruf oder ein Notzeichen im Sinne der Nr. 1 verwendet wird. Darunter fällt beispielsweise die wahrheitswidrige Mitteilung an eine Fluggesellschaft, dass in einem Flugzeug eine Bombe versteckt sei. Ebenfalls strafbar macht sich, wer eine Hilfe zu einem tatsächlichen Unglücksfall anfordert, die für ihn erkennbar nicht erforderlich ist.
Warn- und Verbotszeichen sind neben den Vorschriften der § 303 und § 304, denen zufolge sie gegen Beschädigung und Zerstörung geschützt sind, auch nach dem § 145 Abs. 2 Nr. 1 StGB geschützt. Dabei haben die Vorschriften nach §§ 303 ff StGB (Sachbeschädigung) Vorrang. Der § 145 Abs. 2 Nr. 1 StGB schützt die Zeichen vor dem Beseitigen, Unkenntlichmachen sowie vor Handlungen, die ihren Sinn entstellen.
Die Beeinträchtigung von Nothilfsmitteln ist vom § 145 Abs. 2 Nr. 2 StGB erfasst. Hierunter fallen beispielsweise Schutzvorrichtungen an Maschinen oder die Leitplanke an einer Straße wie auch der Nothammer in einer Straßenbahn. Geschützt sind diese Gegenstände vor Beseitigung, Veränderung oder Unbrauchbarmachung.